# Sauroleishmania
Sauroleishmania — род трипаносоматид, паразитирующих на ящерицах. Переносчиком служат москиты рода Sergentomyia (в Старом Свете) и Lutzomyia (в Новом Свете).
Род выделен из рода Leishmania в 1973 году Ranque  на основании значительных отличий от лейшманий, которые паразитируют на млекопитающих — в нуклеиновых кислотах, изоферментах, антигенах и расстоянии между микротрубочками, а также различий в морфологии паразита в позвоночном хозяине и типах клеток, в которых происходит размножение паразита.
Первоначально включал три вида Sauroleishmania guliki  Ovezmukhammedov & Saf'janova, 1987 , Sauroleishmania gymnodactyli  Khodukin & Sofiev, 1940 , Sauroleishmania tarentolae Wengon, 1921.
Выделение Sauroleishmania в отдельный род не общепризнано: одни исследователи предлагают считать этот таксон родом трипаносоматид, другие — подродом рода Leishmania.